# Trentepohlia (Paramongoma) chionopoda
Trentepohlia (Paramongoma) chionopoda is een tweevleugelige uit de familie steltmuggen (Limoniidae). De soort komt voor in het Oriëntaals gebied.